# انتخابات پارلمانی اتریش (۲۰۲۴)
انتخابات پارلمانی اتریش در ۲۹ سپتامبر ۲۰۲۴ در اتریش برای انتخاب بیست و هشتمین شورای ملی و مجلس سفلی پارلمان، در واقع دو مجلس اتریش برگزار می‌شود.

## پیشینه
انتخابات مجلس اتریش (۲۰۱۹) که پس از ماجرای ایبیزا برگزار شد، باعث فروپاشی دولت ائتلافی بین حزب مردم اتریش (ÖVP) و حزب آزادی اتریش (FPÖ) به رهبری صدراعظم سباستین کورتس شد. این ائتلاف در رأی عدم اعتماد سرنگون شد و یک دولت موقت غیرحزبی جایگزین آن گردید. این انتخابات یک پیروزی قوی برای ÖVP به ارمغان آورد که به اکثریت ۳۷٫۵٪ رسید، حال آنکه حزب آزادی FPÖ آرایش ۱۶٪ کاهش یافت، که بدترین نتیجه این حزب از سال ۲۰۰۶ بود. حزب مخالف سوسیال دموکرات اتریش (SPÖ) با ۲۱ درصد، بدترین عملکرد خود را در بیش از یک قرن به ثبت رساند. سبزها پس از ناکامی در کسب کرسی در سال ۲۰۱۷ به شورای ملی بازگشتند و با ۱۴ درصد بهترین نتیجه تاریخی خود را به دست آوردند. و حزب نیوس آرایش ۸٪ بهبود یافت.

## نظام انتخاباتی
۱۸۳ عضو شورای ملی با لیست باز نمایندگی تناسبی در سه سطح انتخاب می‌شوند. یک حوزه انتخابیه ملی واحد، ۹ حوزه بر اساس ایالت‌های فدرال و ۳۹ حوزه انتخابیه منطقه‌ای. کرسی‌ها بر اساس نتایج آخرین سرشماری به حوزه‌های انتخابیه منطقه ای تقسیم می‌شود. برای اینکه احزاب بتوانند هر کدام یک نمایندگی در شورای ملی داشته باشند، باید حداقل یک کرسی در یک حوزه انتخابیه را مستقیماً کسب کنند یا از آستانه ۴ درصدی انتخابات سراسری عبور کنند.
پس از انتخابات، کرسی‌ها در یک فرایند سه مرحله‌ای به نامزدهای احزاب و فهرست‌های موفق، از حوزه‌های انتخابیه منطقه‌ای، اختصاص می‌یابد. کرسی‌ها بر اساس سهمیه هیر در حوزه‌های انتخابیه منطقه‌ای و با کرسی‌های تخصیص نیافته در سطح حوزه انتخابیه ایالتی توزیع می‌شود. سپس تمامی کرسی‌های باقی‌مانده با استفاده از روش هوندت در سطح فدرال تخصیص داده می‌شود تا از تناسب کلی بین سهم آرای ملی حزب و سهم آن از کرسی‌های پارلمان اطمینان حاصل شود.
علاوه بر رای دادن به یک حزب سیاسی، رای‌دهندگان می‌توانند سه رای ترجیحی برای نامزدهای خاص آن حزب بدهند، اما ملزم به انجام آن نیستند. این آرای اضافی بر تخصیص متناسب بر اساس رای به حزب یا لیست تأثیری نمی‌گذارد، اما می‌تواند ترتیب رتبه نامزدها را در لیست‌های یک حزب در سطح فدرال، ایالتی و منطقه‌ای تغییر دهد. آستانه افزایش موقعیت یک نامزد در لیست احزاب فدرال ۷ درصد است، در مقایسه با ۱۰ درصد در سطح ایالتی و ۱۴ درصد در سطح منطقه‌ای. اسامی نامزدهای لیست احزاب منطقه‌ای روی برگه رای چاپ شده و می‌توان با علامت "x" علامت گذاری کرد تا ترجیح رای‌دهنده را نشان دهد. با این حال، آرای ترجیحی برای نامزدهای فهرست احزاب در سطح ایالتی و فدرال، باید توسط رای‌دهنده نوشته شود، یا با نوشتن نام یا شماره رتبه نامزد در یک نقطه خالی که برای این منظور ارائه شده است.

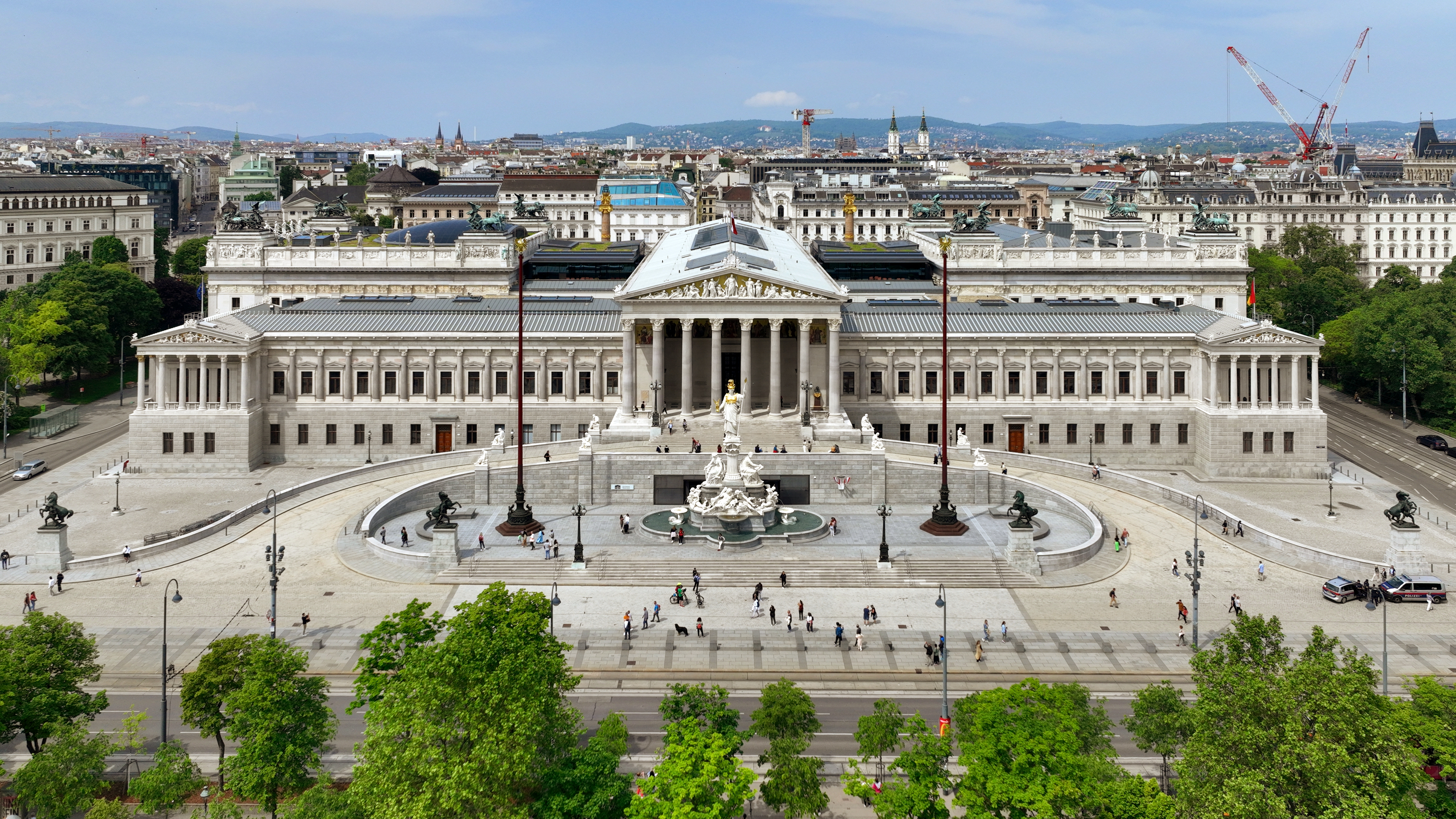
پارلمان اتریش در وین (۲۰۲۳)

## نگارخانه

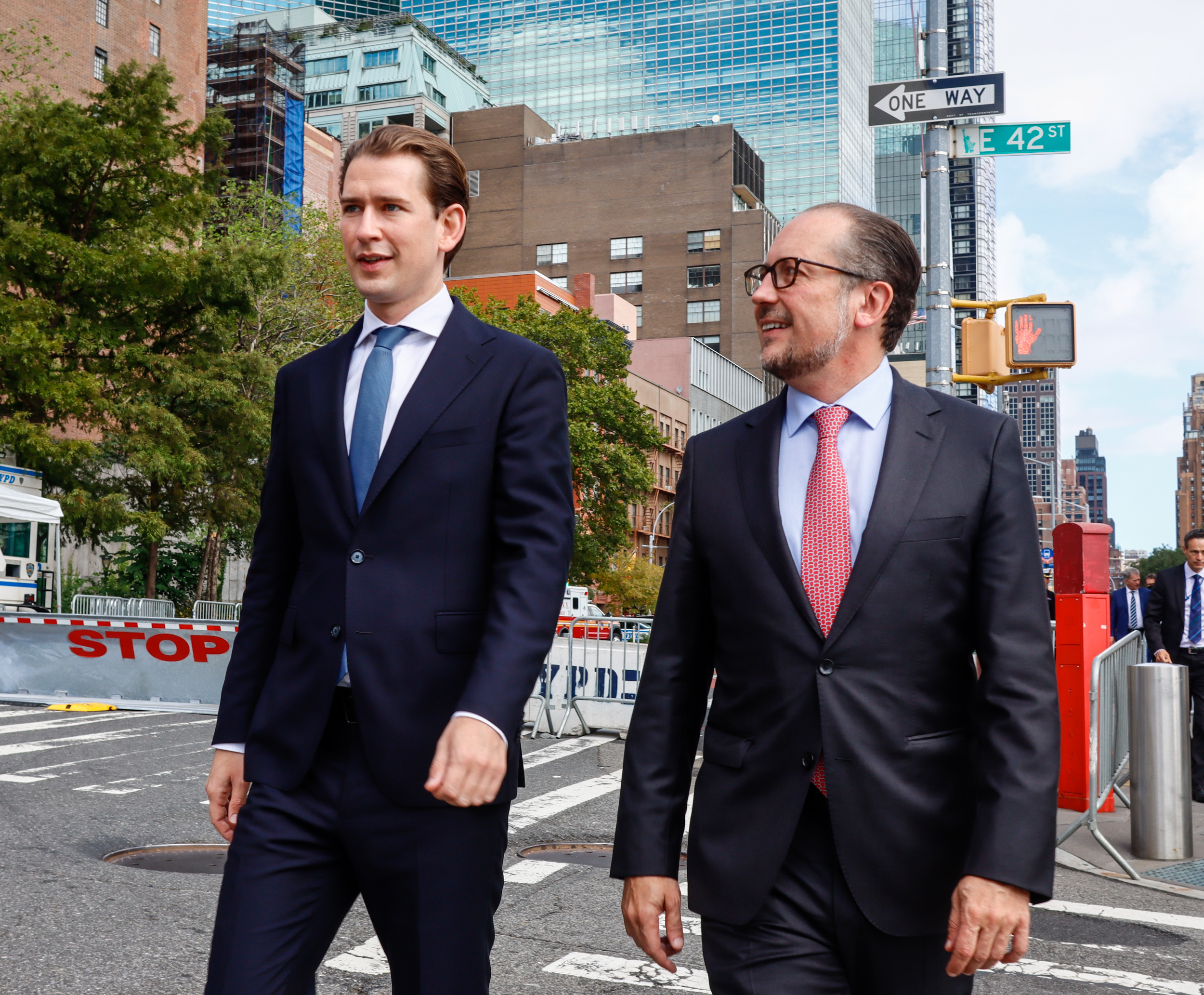
سباستین کورز و الکساندر شالنبرگ در نیویورک (۲۰۲۱)
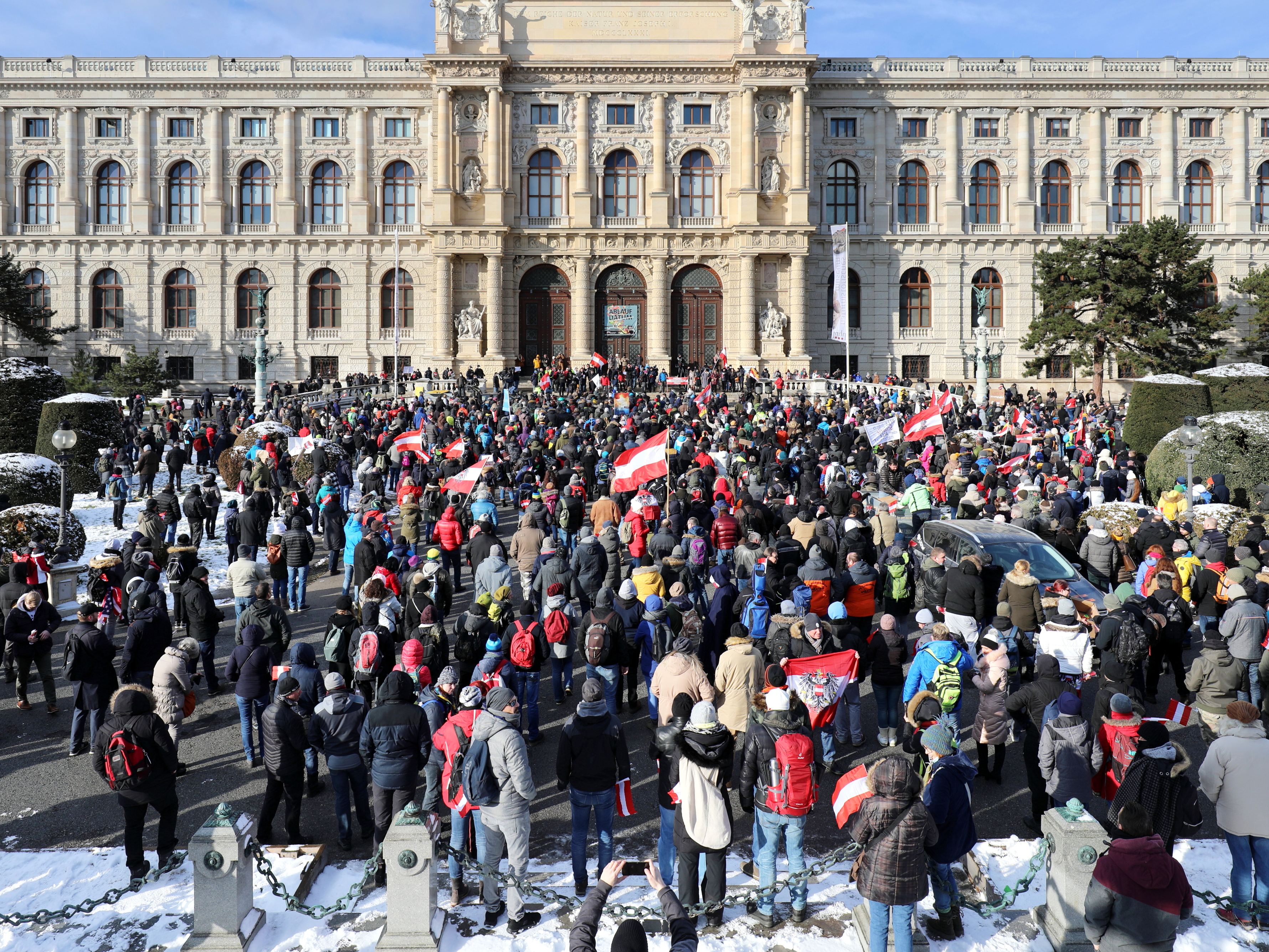
اعتراض به محدودیت‌های کرونا در وین (۲۰۲۱)
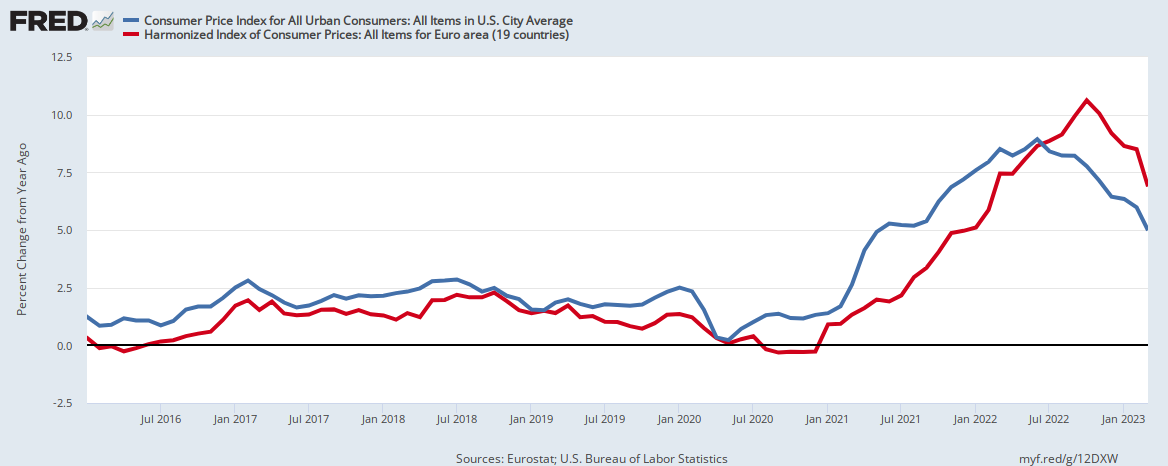
نرخ تورم منطقه یورو (قرمز) و ایالات متحده آمریکا (آبی) (۲۰۲۳-۲۰۱۶)
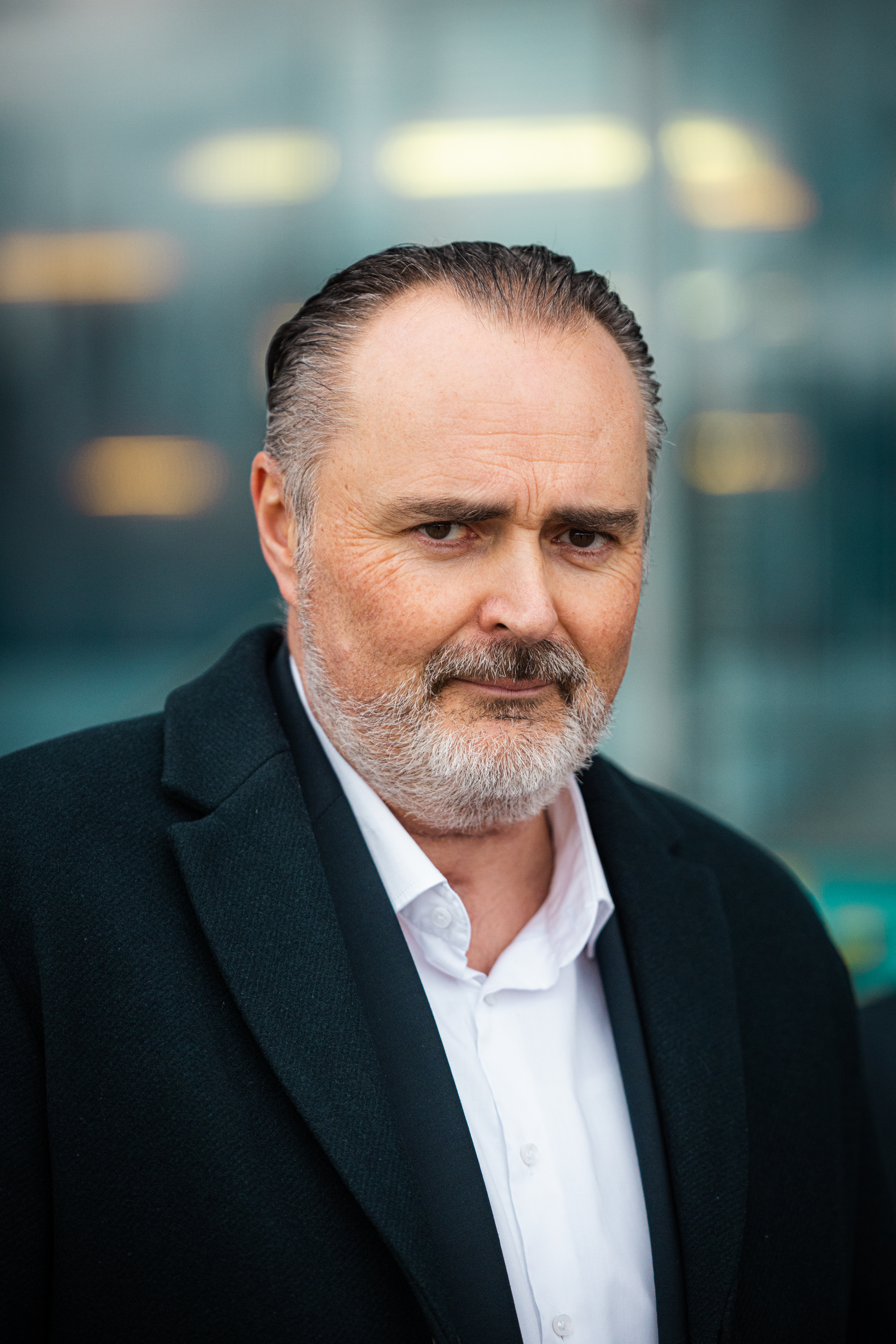
هانس پیتر دوسکوزیل -  (۲۰۲۳)
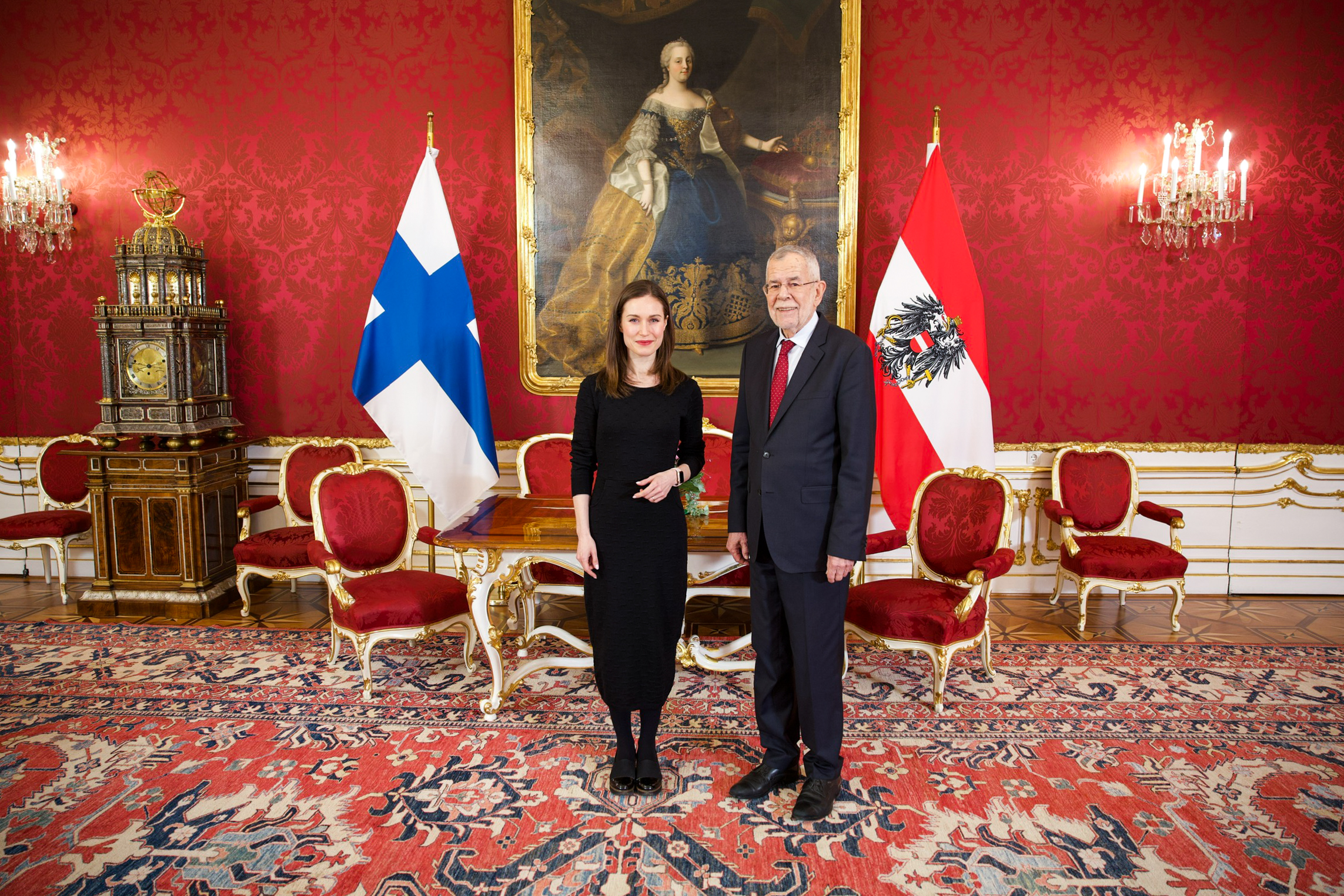
الکساندر فن در بلن رئیس‌جمهور اتریش و نخست‌وزیر فنلاند سانا مارین  (۲۰۲۳)

## عواقب
پس از پیش‌بینی‌های اولیه که حزب آزادی اتریش آرای زیادی به دست آورد، حامیان حزب آزادی اتریش جشن گرفتند. مایکل شندلیتز، دبیرکل FPÖ گفت «مردان و زنان اتریش امروز تاریخ را ساخته‌اند» در حالی که هربرت کیکل از سایر احزاب خواست تا در تشکیل ائتلاف با حزب او تجدید نظر کنند. در پاسخ، کارل نهمر تکرار کرد که حزب مردم اتریش وارد ائتلاف با FPÖ نمی‌شود مگر اینکه کیکل از سمت وزارت کنار گذاشته شود. نهمر همچنین گفت از اینکه حزب مردم اتریش نتوانست برنده شود، «تلخ» است، اما نقش خود را در بهبود نمایش حزب پس از نظرسنجی پایین تصدیق کرد.
حدود ۳۰۰ نفر در ۲۹ سپتامبر در مقابل ساختمان پارلمان اتریش در وین تظاهرات کردند و نهمر را «نازی» خواندند.
رهبران احزاب راست افراطی در سراسر اروپا، از جمله مارین لوپن از تجمع ملی در فرانسه، ماتئو سالوینی از اتحادیه در ایتالیا، سانتیاگو آباسکال کوند از Vox در اسپانیا، خیرت ویلدرس از حزب آزادی در هلند و آلیس وایدل آلترناتیو برای آلمان، به هربرت کیکل و حزب آزادی اتریش پیام تبریک فرستادند.
در اولین نظرسنجی پس از انتخابات، مارکت لازارسفلد ۲۴٪ برای «حزب آزادی اتریش» دریافت که حال ۳۰٪ است، ۲۵٪حزب مخالف سوسیال دموکرات اتریش و حزب مردم اتریش ۲۰٪، NEOS ۱۱٪، حزب سبز ۸٪ حمایت داشت و سایرین ۶ درصد آرای رای‌دهندگان را به خود اختصاص دادند.
اکثر رای‌دهندگان ائتلاف FPÖ-ÖVP (۲۹٪)، پس از آن ÖVP-SPÖ-NEOS (۲۳٪)، ÖVP-SPÖ-سبزها (۱۲٪)، ÖVP-SPÖ (۹٪)، FPÖ-SPÖ (۹٪) را ترجیح می‌دهند. ائتلاف‌های دیگر (۳ درصد) و ۱۵ درصد بلاتکلیف هستند.

## تشکیل دولت
رئیس‌جمهور الکساندر فن در بلن متعهد شد که تشکیل دولتی را تضمین کند که به «پایه‌های لیبرال دموکراسی ما» احترام بگذارد. اگرچه این یک کنوانسیون است که رئیس‌جمهور ابتدا از رهبر بزرگ‌ترین حزب می‌خواهد که تا دولت تشکیل دهد، اما انتخاب بر اساس قانون اساسی انجام شده و آنها را ملزم می‌کند. ون در بلن قبلاً گفته بود که ممکن است در صورت پیروزی FPÖ این اختیار را به آنها ندهد.
در ۲ اکتبر، دولت برکنار شده حزب مردم اتریش-حزب سبز استعفای خود را اعلام کرد، اگرچه از آنها خواسته شد که به نقش سرپرستی خود ادامه دهند. فن در بلن مذاکرات رسمی را با همه رهبران حزب در ۴ اکتبر آغاز خواهد کرد. نهمر و سایر مسئولان ÖVP با اشاره به تمایل به حفظ کنوانسیون از دریافت اولین مأموریت تشکیل دولت توسط FPÖ ابراز حمایت کردند.